# Санта-Крус-де-Момпос
9°14′ пн. ш. 74°25′ зх. д. / 9.233° пн. ш. 74.417° зх. д.
Санта-Крус-де-Момпо́с або просто Момпос (ісп. Santa Cruz de Mompox, Mompox або Mompós) — місто та муніципалітет на півночі Колумбії в департаменті Болівар, відоме своєю збереженою архітектурою колоніального періоду. Місто розташоване на березі річки Маґдалена біля гирла річки Каука, за 249 км від Картахени. Місто економічно залежить від туризму, рибальства та торговлі продуктами тваринництва навколишнього регіону.

## Історія
Мампо (або Момпох) було іменем вождя місцевого народу кімбрая, що проживав на місці сучасного міста під час прибуття сюди іспанців, а «Момпос» означає «земля вождя Мампо». Іспанське місто було засноване на цьому місці 3 травня 1537 року доном Алонсо де Ередія як безпечний порт на річці Маґдалена. Місто швидко стало важливим портом для торговлі з глибиною країни, а у самому місті почала розвиватися ювелірна промисловість. З отриманням Колумбією незалежності місто поступово почало приходити в занепад, а після зміни течії річки на початку 20-го століття остаточно втратило колишнє значення.
Сімон Болівар, «визвольник» значної частини Південної Америки від іспанського контролю, саме тут у 1812 році набрав близько 400 чоловік, що склали основу його армії та отримали першу перемогу під Каракасом. Йому належать слова: «Якщо я зобов'язаний Каракасу життям, Мопосу я зобов'язаний славою».

## Архітектура
Санта-Крус-де-Момпос відомий добрим збереженням колоніальної архітектури, що поєднувала іспанський та місцевий стилі. З 1995 року історичний центр міста входить до списку Світової спадщини. Більшість колоніальних будівель все ще використовуються за призначенням. Мопос є гарним прикладом іспанського колоніального міста. Характерними для міста є численні чавунні декоровані двері, віконні ґрати, поручні та інші вироби.
- Ценква Сан-Франсіско була збудована в 1564 році, а конвент був заснований в 1580 році братом Франсіско Ґонсаґа. Церква відома своїми чудовими фресками, частина з яких була пошкоджена протягом реконструкції 1996 року. З того часу була проведена реставрація та відновлення цих робіт.

- Госпіталь Сан-Хуан-де-Діос був заснований в 1550 році. В 1663 році Орден Госпітальєрів (La Orden de todos los Hermanos Hospitalarios) отримав його під своє управління. Робота госпіталю фінансувалася багатими родинами регіону та податками з перевезень по річці. Сан-Хуан-де-Діос вважається найстарішим госпіталем в Америці, що все ще працює в своєму початковому приміщенні.

- Будинок Апостолів розташований на вулиці Кальє-Реаль-дель-Медіо. Раніше тут мешкала родина багатих торговців, а зараз він є туристичною пам'яткою, тут можна побачити чудові зображення апостолів та Христа під час тайної вечері.

- Під мерією міста знаходяться підземілля колоніального періоду. Саме в цьому будинку 6 серпня 1810 був підписаний Акт незалежності від Іспанії та пролунав лозунг «Ser Libres o Morir» («Бути вільними або померти»).

- Муніципальний палац, також відомий як монастир Сан-Карлос, був збудований в 1660 році. У цьому монастирі знаходилася перша у місті середня школа, що працювала до вигнання єзуїтів в 1767 році. В 1809 році тут була заснована школа Святого Апостола Петра.

- Церква непорочного зачаття була збудована з саману в 1541 році. Через десять років вона була збільшена і частково перебудована з цегли, а солом'яний дах замінений черепицею. Через великий розмір церкви її часто називають собором Мопоса. За своє існування церква кілька разів ремонтувалася та перебудовувалася, останнього разу в 1795 році. В 1839 році вона була знесена і відбудована заново.

- Церква Санта-Барбара є найвідомішою церквою міста. Вона була завершена в 1613 році та має чудову дзвіницю в стилі бароко, вона прикрашена зображеннями пальм, квітів та левів.

## Музика
Момпос також відомий тим, що місто є батьківщиною відомої колумбійської співачки Тото ла Момпосін та її гурту. Їхня музика є сумішшю африканських, індіанських та іспанських стилів та асоціюється зі стилем кумбія.